# Uffenheim
Uffenheim – miasto w Niemczech, w kraju związkowym Bawaria, w rejencji Środkowa Frankonia, w regionie Westmittelfranken, w powiecie Neustadt an der Aisch-Bad Windsheim, siedziba wspólnoty administracyjnej Uffenheim. Leży ok. 27 km na zachód od Neustadt an der Aisch, nad rzeką Gollach, przy autostradzie A7, drodze B13 i linii kolejowej Monachium – Würzburg - Hanower/Frankfurt nad Menem.

## Dzielnice
W skład miasta wchodzą następujące dzielnice: 
- Uffenheim
- Brackenlohr
- Custenlohr
- Langensteinach
- Rudolzhofen
- Uttenhofen
- Wallmersbach
- Welbhausen

## Polityka
Rada miasta:
|      | CSU | SPD | Zieloni | FWG | Razem     |
| 2002 | 7   | 5   | 2       | 6   | 20 miejsc |

## Współpraca
Miejscowości partnerskie:
- Égletons, Francja
- Kolbudy, Polska
- Pratovecchio, Włochy

## Zabytki i atrakcje
- zamek
- ewangelicki kościół szpitalny z 1360
- stara poczta z 1709
- pozostałości murów miejskich
- bramy: Würzburdzka i Ansbachska